# Disastro di Marcinelle

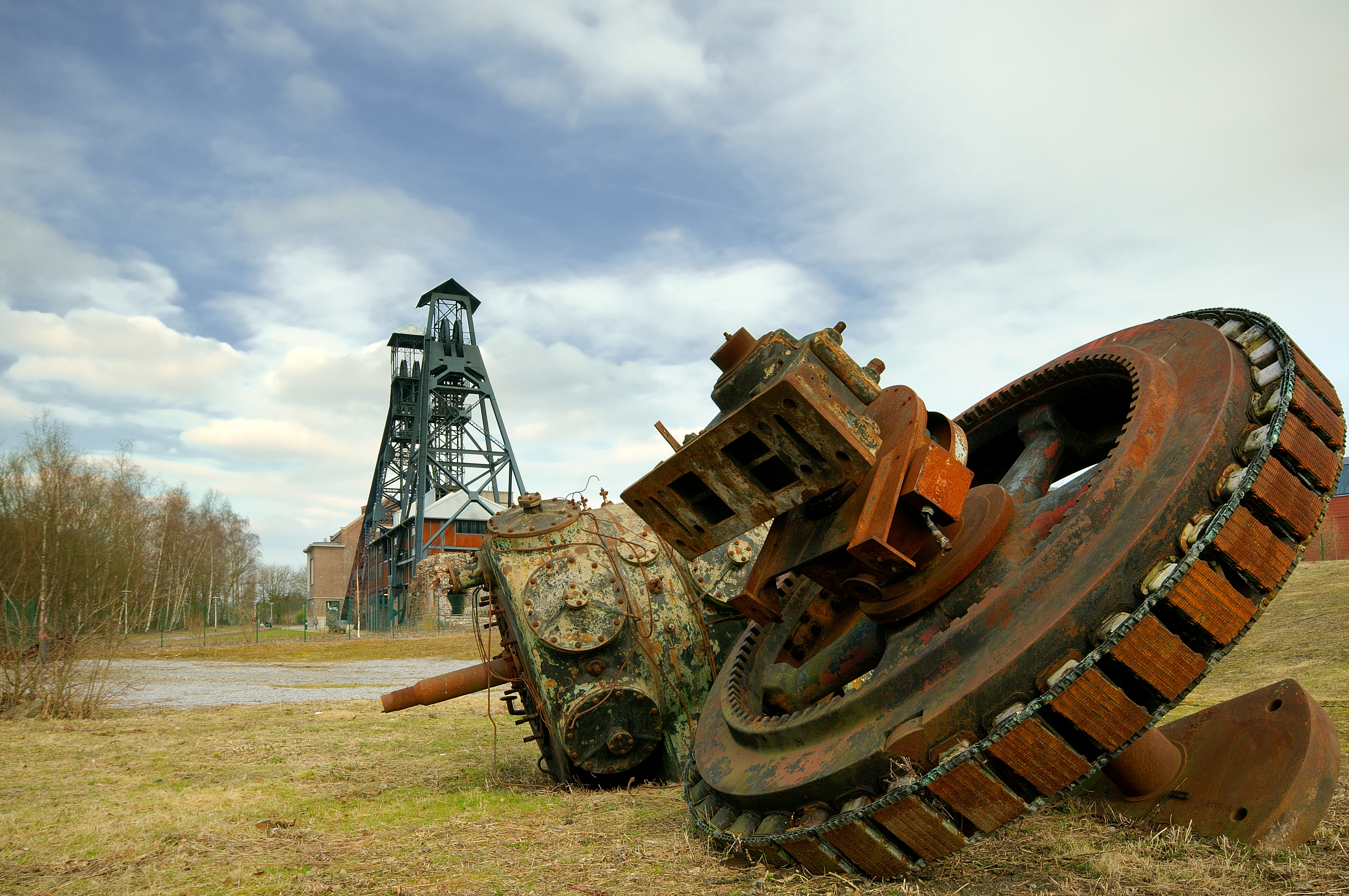
Alcuni macchinari della miniera

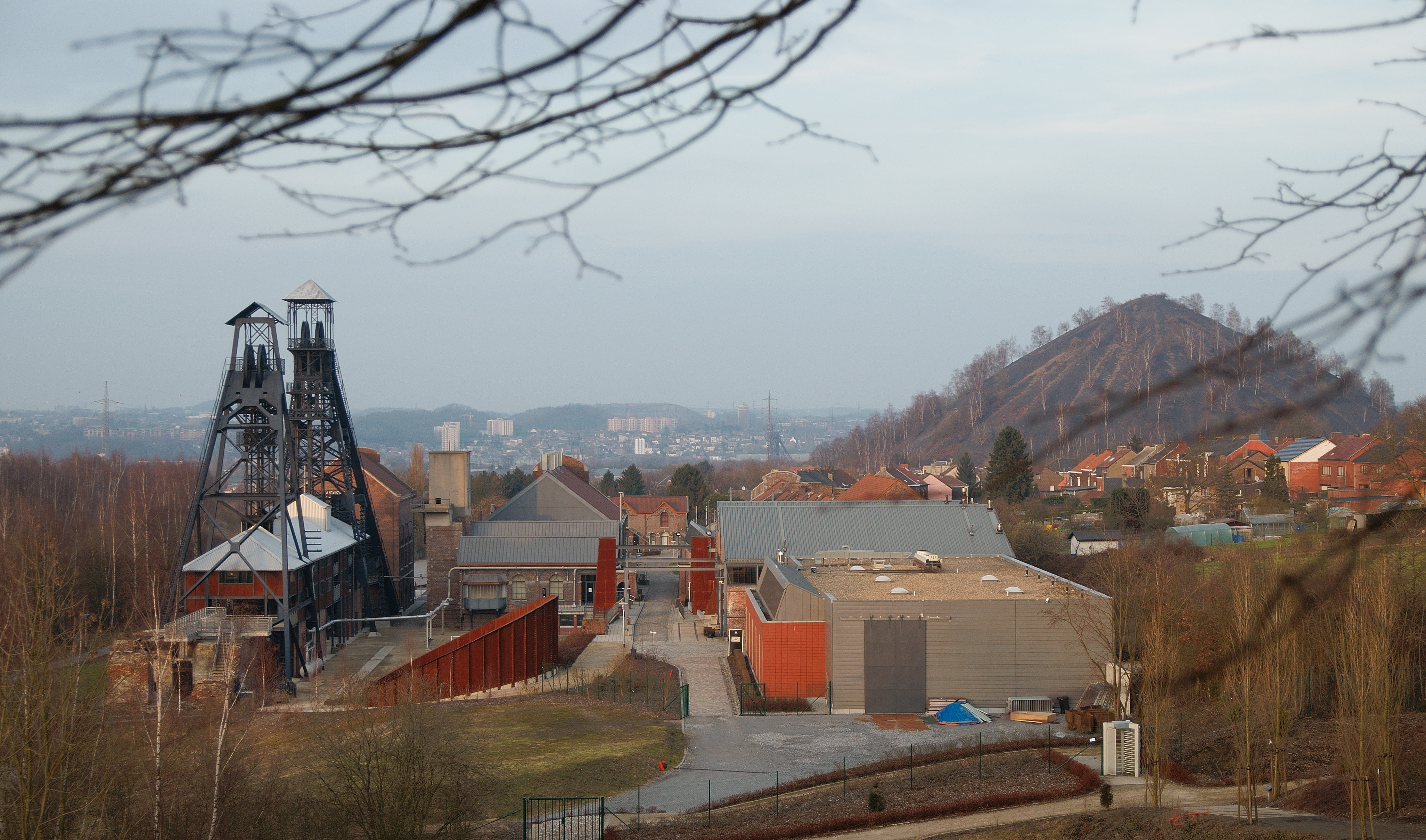
Panoramica di alcuni impianti della miniera

Schizzo d'un pozzo

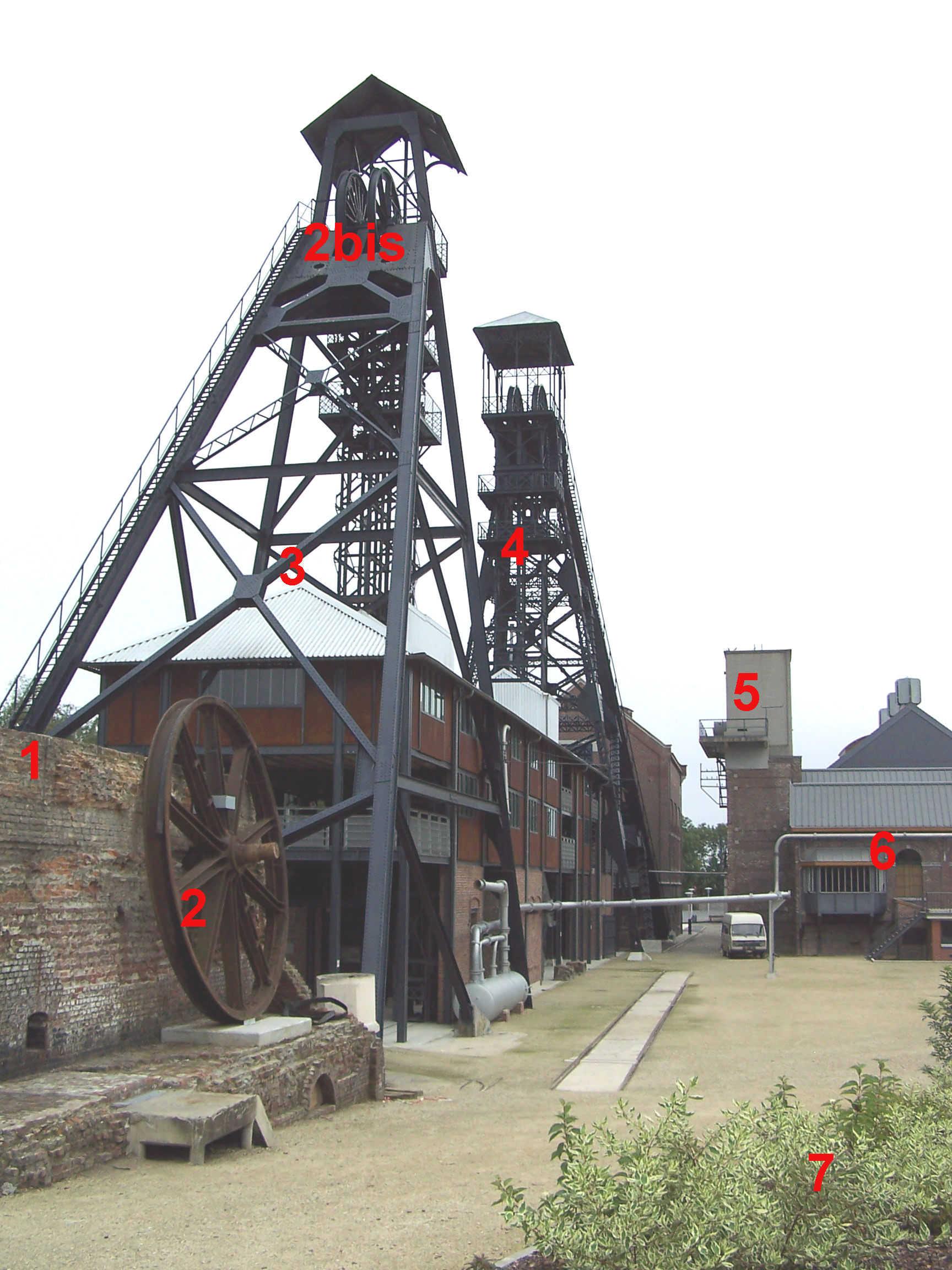
Topografia dei pozzi:
Basamento del motore.
"Molettes al riposo", al suolo si apprezzano meglio le loro dimensioni.
"Molettes" nella loro vera postazione.
Traliccio del pozzo I, il pozzo della disgrazia.
Traliccio del pozzo II.
Ciminiera dell'aerazione.
Locale tecnico (compressori, ventilazione, cabina elettrica).
Posto da dove la foto è stata scattata; nel 1956 vi era locato (all'incirca) il pozzo numero III.

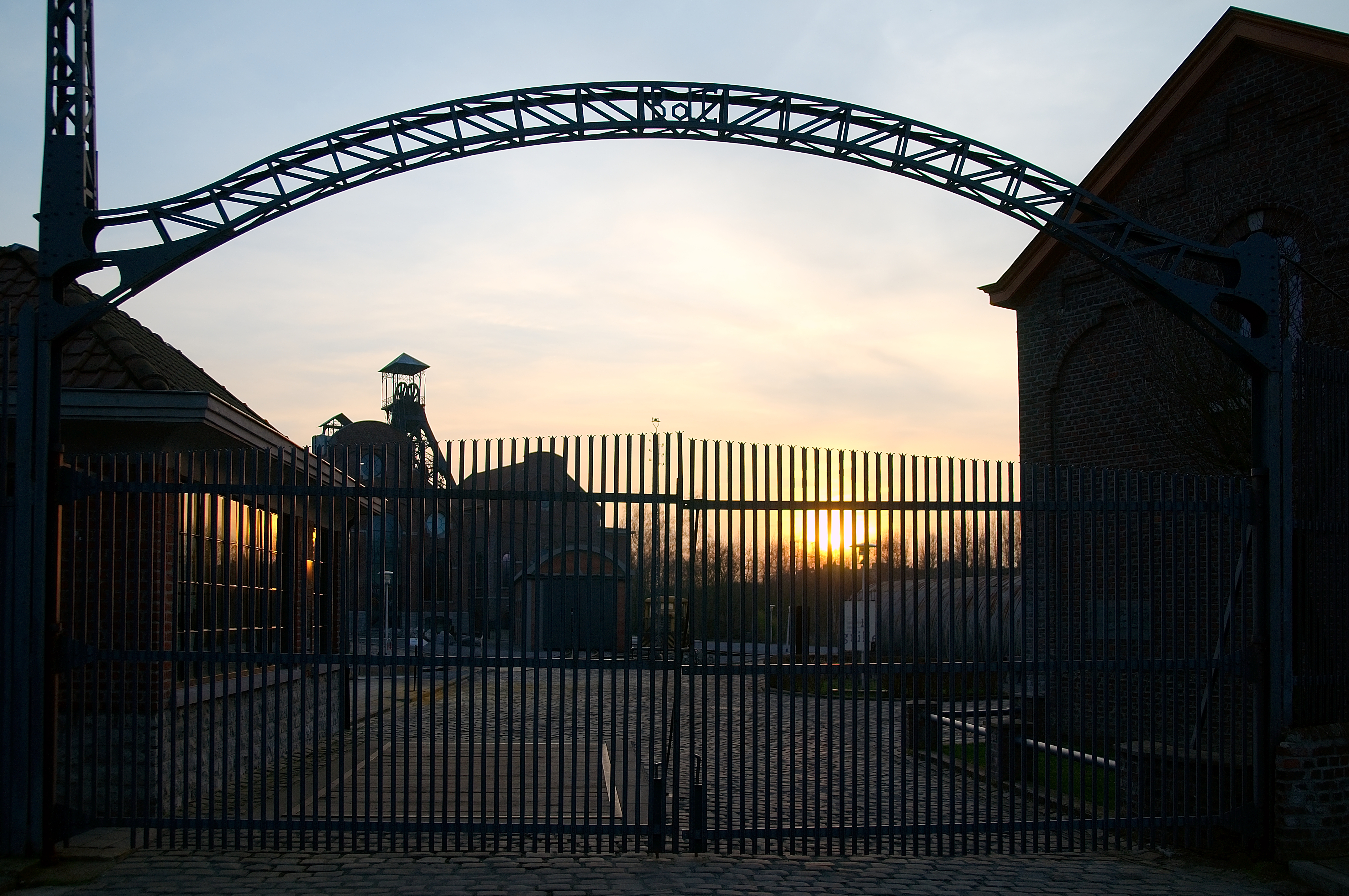
Entrata principale della miniera

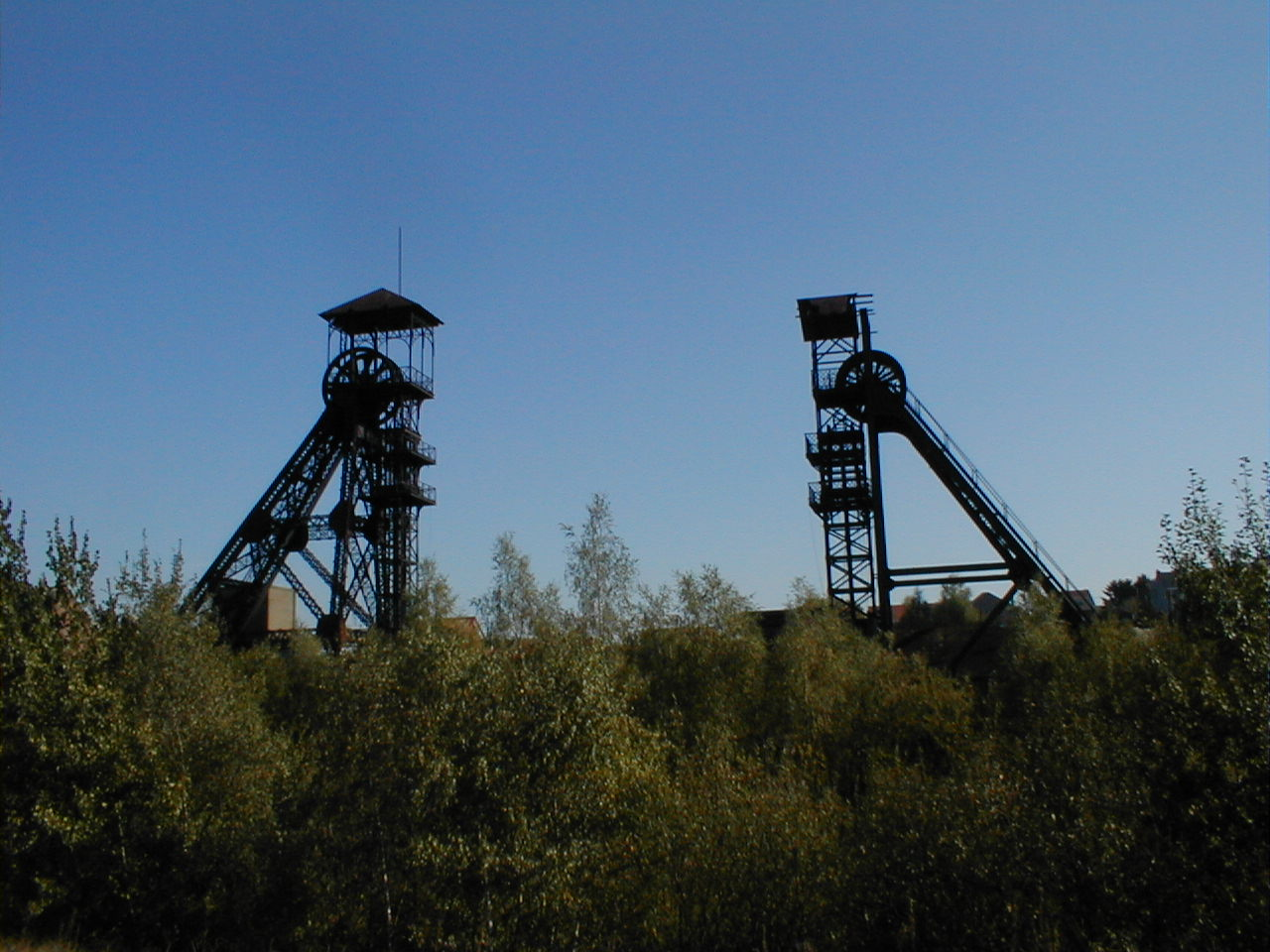
Alcuni macchinari della miniera

Il disastro di Marcinelle avvenne la mattina dell'8 agosto 1956 nella miniera di carbone Bois du Cazier di Marcinelle, in Belgio. Si trattò d'un incendio, causato dalla combustione d'olio ad alta pressione innescata da una scintilla elettrica. L'incendio, sviluppandosi inizialmente nel condotto d'entrata d'aria principale, riempì di fumo tutto l'impianto sotterraneo, provocando la morte di 262 persone delle 275 presenti, di cui 136 immigrati italiani. L'incidente è il terzo per numero di vittime tra gli immigrati italiani all'estero dopo i disastri di Monongah e di Dawson. Il sito Bois du Cazier, oramai dismesso, fa parte dei patrimoni storici dell'UNESCO.

## Antefatti
Benché l'industria belga fosse stata scarsamente intaccata dagli effetti distruttivi della seconda guerra mondiale, il Belgio, paese di dimensioni modeste, si ritrovò con poca manodopera disponibile. Ciò ne fece aumentare la richiesta, soprattutto per il lavoro nelle antiquate miniere del bacino carbonifero della regione della Vallonia. I belgi non erano più disposti a fare lavori logoranti e pericolosi e si cercò manovalanza all'estero. Il 23 giugno 1946 fu firmato il Protocollo italo-belga che prevedeva l'invio di 50 000 lavoratori in cambio di carbone. Nacquero così ampi flussi migratori verso il paese, uno dei quali, forse il più importante, fu quello degli italiani verso le miniere belghe. Nel 1956, fra i 142 000 minatori impiegati, 63 000 erano stranieri e fra questi 44 000 erano italiani.
Il "pozzo I" della miniera di Marcinelle era in funzione sin dal 1830. Non è corretto affermare che esso fosse privo delle più elementari norme di sicurezza ma, di certo, la sua manutenzione era ridotta al minimo necessario. Tra le altre funzioni, questo pozzo serviva da canale d'entrata per l'aria. Il "pozzo II", invece, operava come canale d'uscita per l'aria. Il "pozzo III", in costruzione, aveva delle gallerie connesse con i primi due, ma esse erano state chiuse per diverse e valide ragioni. Gli ascensori, due per pozzo, erano azionati da potenti motori posti all'esterno. In alto, su grandi tralicci metallici, erano poste due molette, enormi ruote che sostenevano e guidavano i cavi degli ascensori. La maggior parte delle strutture all'interno del pozzo era in legno. Questo perché, da sempre, il legno era il materiale più comunemente impiegato, ma anche perché, a una tale profondità, il cavo dell'ascensore potesse oscillare in modo tale da giungere a strisciare sulle traverse. Quindi, per evitare l'usura prematura del cavo, si dava preferenza alle strutture in legno. L'aerazione era assicurata da grandi ventilatori, posti all'esterno, che aspiravano l'aria viziata tramite il "pozzo II".

## Corso degli eventi
Cronologia dei fatti come stabiliti dal «Rapport d'Enquête».
Alle 7:56 dell'8 agosto Antonio I., addetto alle manovre del livello 975 m, una volta caricato l'ultimo carrello pieno, dà il via alla risalita. Poi lascia il suo posto di lavoro e va alla ricerca di altri carrelli pieni; il suo aiutante Vaussort rimane sul posto.
Verso le 8:00 Mauroy, addetto alle manovre in superficie, telefona a Vaussort poiché ha bisogno dell'ascensore per il piano 765 m. Mauroy e Vaussort prendono un accordo previsto dai protocolli di lavoro, ma che in seguito risulterà fatale. L'accordo è il seguente: per due viaggi l'ascensore sarà "libero". Questo permette a Mauroy di fare partire l'ascensore senza il via libera del piano 975 m, ma questa decisione implica che il piano 975, per due volte, non potrà più caricare l'ascensore. Dopo essersi accordato, a sua volta Vaussort parte alla ricerca di vagoncini pieni; secondo le registrazioni del "Rockel" sono le 8:01 e 40 sec.
Alle 8:05 uno dei due ascensori (d'ora in poi indicato con A) arriva al piano 765 m per essere caricato. L'altro (B) si ritrova nel pozzo verso 350 m.
Alle 8:07 l'ascensore A è carico e risale in superficie, mentre B ridiscende a 975 m. Durante questa movimentazione Antonio I. è ritornato al suo posto di lavoro.
Qui vi sono due versioni divergenti: secondo Antonio I., lui avrebbe chiesto al suo aiutante Vaussort se poteva caricare, ricevendone una risposta affermativa; secondo Mauroy, Vaussort era ancora assente e quindi non avrebbe potuto autorizzare Antonio I. a caricare e neppure avvertirlo che quell'ascensore gli era vietato. Nessuna delle due versioni è totalmente soddisfacente; Vaussort morirà nella sciagura e non potrà quindi testimoniare e confermare una delle due versioni o fornirne una sua terza.
Alle 8:10 l'ascensore A arriva in superficie, mentre B arriva al livello 975. Incurante (o ignaro) del fatto che quell'ascensore gli fosse vietato, Antonio I. comincia a caricare i vagoncini pieni, arrivati dai cantieri durante la sua assenza.
Ma la manovra non riesce: il sistema che blocca il carrello durante la risalita dell'ascensore s'inceppa. Questo sistema avrebbe dovuto ritirarsi un breve istante per lasciare uscire totalmente il vagoncino vuoto. Ma ciò non accade ed i due vagoncini si ritrovano bloccati e sporgenti dal compartimento dell'ascensore. Il vagoncino vuoto sporge di 35 cm, mentre quello pieno sporge di 80 cm.
Per Antonio I. la situazione è fastidiosa, ma non pericolosa: è sicuro che l'ascensore non partirà senza il suo segnale di partenza.
In superficie Mauroy ignora totalmente la situazione verificatasi al piano 975 m. Mauroy è nel protocollo di lavoro «ascensore libero» e farà partire l'ascensore allorché avrà finito di scaricare i vagoncini risaliti dal piano 765 m.
Alle 8:11 Mauroy ha finito di scaricare l'ascensore A e dà il via alla partenza, il che immancabilmente provoca anche la partenza dell'ascensore B. Al piano 975 m Antonio I. vede l'ascensore B risalire bruscamente.
Nella risalita l'ascensore, con i due vagoncini sporgenti, sbatte in una putrella del sistema di invio. A sua volta questa putrella trancia una condotta d'olio a 6 kg/cm² di pressione, i fili telefonici e due cavi in tensione (525 Volt), oltre alle condotte dell'aria compressa che servivano per gli strumenti di lavoro usati in fondo alla miniera: tutti questi eventi insieme provocano un imponente incendio. Essendo questo avvenuto nel pozzo di entrata dell'aria, il suo fumo raggiunge ben presto ogni angolo della miniera, causando la morte dei minatori. In quanto al fuoco, la sua presenza si limitò ai due pozzi e dintorni, ma il suo ruolo fu determinante perché tagliò ogni via d'accesso nelle prime ore cruciali, fra le 9 e le 12. L'incendio non scese sotto il piano 975 m, mentre divampò nei pozzi fino al piano 715 m. A questo piano Bohen, prima di morire, annotò nel suo taccuino "je reviens de l'enfer" (ritorno dall'inferno).
L'allarme venne dato alle 8:25 da Antonio I., il primo risalito in superficie tramite il secondo pozzo, anche se già alle 8:10, in superficie, si era capito che qualcosa di gravissimo era accaduto, poiché il motore dell'ascensore (1250 CV) si era fermato e il telefono non funzionava più (il responsabile Gilson era corso ad avvertire l'ingegnere Calicis che probabilmente erano di fronte a un cassage de fosse, cioè a una "rottura nel pozzo", un deragliamento). Calicis ordinò al suo aiutante Votquenne di scendere nella miniera per informarsi.
Verso le 8:25 Votquenne è pronto a scendere, ma il freno d'emergenza è bloccato per mancanza di pressione d'aria. Ciò era dovuto alla rottura della condotta in fondo al pozzo, che aveva svuotato il serbatoio in superficie. Votquenne ordina la chiusura della condotta d'aria che scende nel pozzo: ci vorranno più di 10 minuti per ristabilire una pressione sufficiente. Votquenne e Matton scendono senza equipaggiamento, arrivano sotto 835 metri, ma devono rinunciare a causa del fumo. Nel frattempo 6 minatori superstiti arrivano in superficie mentre Stroom scende nella miniera.
Alle 8:35 Calicis telefona alla centrale di soccorso chiedendo di tenersi pronti e precisa che richiamerà in caso di bisogno.
Alle 8:48 Calicis chiede l'intervento della centrale di soccorso distante 1,5 km dalla miniera. I soccorritori impiegheranno 10 minuti per arrivare.
Alle 8:57 la prima squadra di soccorritori arriva sul posto. Votquenne e uno dei soccorritori equipaggiati con i respiratori Dräger fanno un secondo tentativo. Arrivano a 1035 metri, ma non riescono ad uscire dall'ascensore, in quanto i suoi occupanti erano montati nel terzo compartimento dell'ascensore fermo a 3,5 m più in alto del livello di uscita. Odono dei lamenti, ma l'addetto alle manovre non risponde più alle loro chiamate, probabilmente già incosciente. In superficie, Gilson decide di far risalire l'ascensore. Risalendo, a livello 975, Votquenne vede già le fiamme che hanno raggiunto l'ultima delle tre porte di sbarramento fra i due pozzi.
Verso le 9:10 il pozzo di estrazione dell'aria era a sua volta inutilizzabile, raggiunto dall'incendio. I cavi degli ascensori di questo pozzo cedettero a poco a poco. Il primo si spezzò verso le 9:30, il secondo cavo si spezzò verso le 10:15.
Verso le 9:30 due persone tentarono, senza equipaggiamento, di farsi strada attraverso un tunnel laterale comunicante col pozzo in costruzione al livello 765 m. Il tentativo risultò vano. Il passo d'uomo venne allargato solo quattro ore e mezza più tardi e ciò permise di scoprire i primi cadaveri (Il primo cadavere era in realtà un cavallo, trovato da Arsene Renders, ingegnere della società Foraky, che dichiarò che "era un brutto presagio"). D'altro lato fu anche verso le 9:30 che si decise di fermare la ventilazione.
Alle 10:00 Calicis decide di separare i due cavi del pozzo numero I. Questo permetterà di servirsi dell'ascensore rimasto bloccato in superficie. Questo lavoro lungo e delicato sarà finito poco prima di mezzogiorno.
Alle 12:00 3 uomini, Calicis, Galvan e un soccorritore, scendono fino a 170 m, ma un tappo di vapore impedisce loro di continuare.
Alle 13:15 Gonet, il caposquadra del piano 1035, lascia un messaggio su una trave di legno. «On recule pour la fumée vers 4 paumes. On est environ à 50. Il est 1h 1/4. Gonet» ("Indietreggiamo per il fumo verso 4 palmi. Siamo a circa 50. È l'una e un quarto. Gonet"). Questo messaggio sarà ritrovato dai soccorritori il 23 agosto.
Verso le 14:00 si decide di rimettere la ventilazione in marcia.
Verso le 15:00 una spedizione scende attraverso il primo pozzo e scopre tre sopravvissuti. Gli ultimi tre furono scoperti più tardi, da un'altra spedizione.
Il 22 agosto, alle 3 di notte, dopo la risalita, uno di coloro che da due settimane tentavano il salvataggio dichiarò in italiano: «tutti cadaveri». Persero la vita 262 uomini, di cui 136 italiani e 95 belgi. Solo 13 minatori sopravvissero.

Modello 3D dell'incidente minerario.
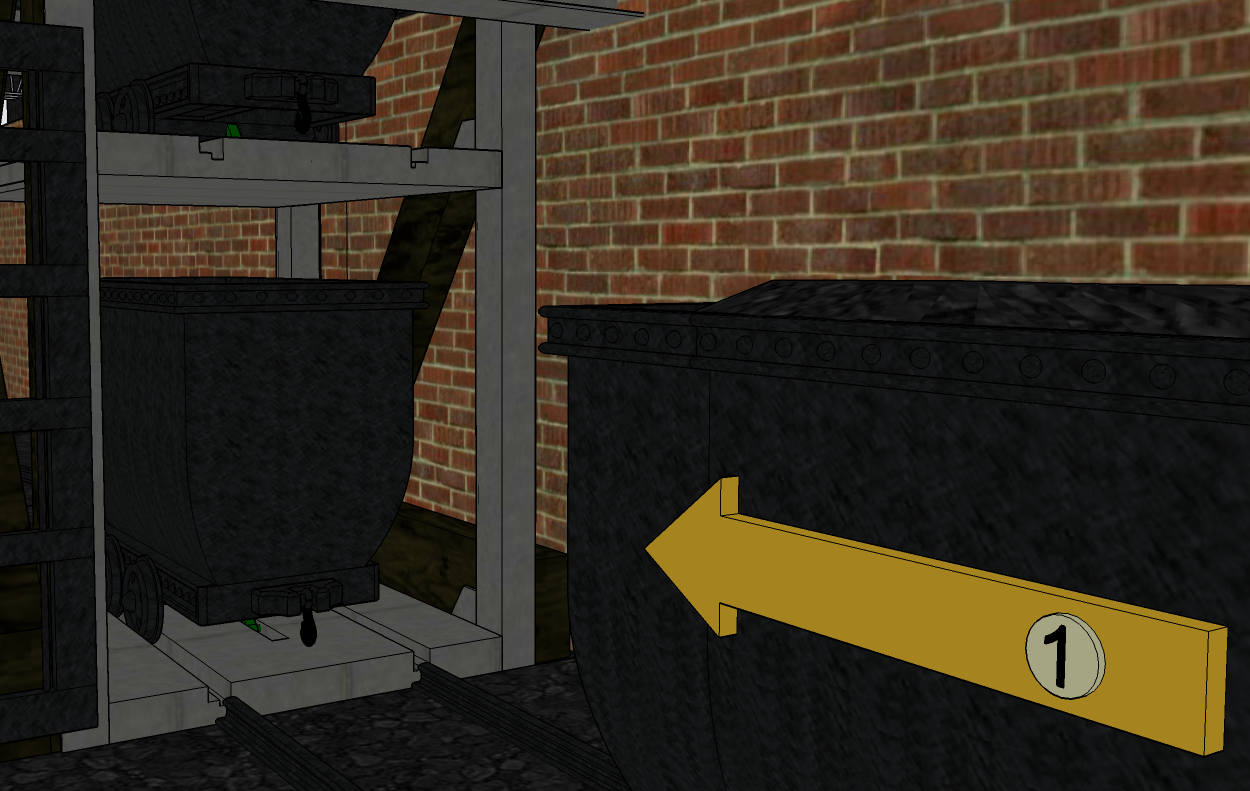
1. Antonio Ianetta immette in gabbia un vagoncino pieno (con o senza l’accordo di Gaston Vausort).
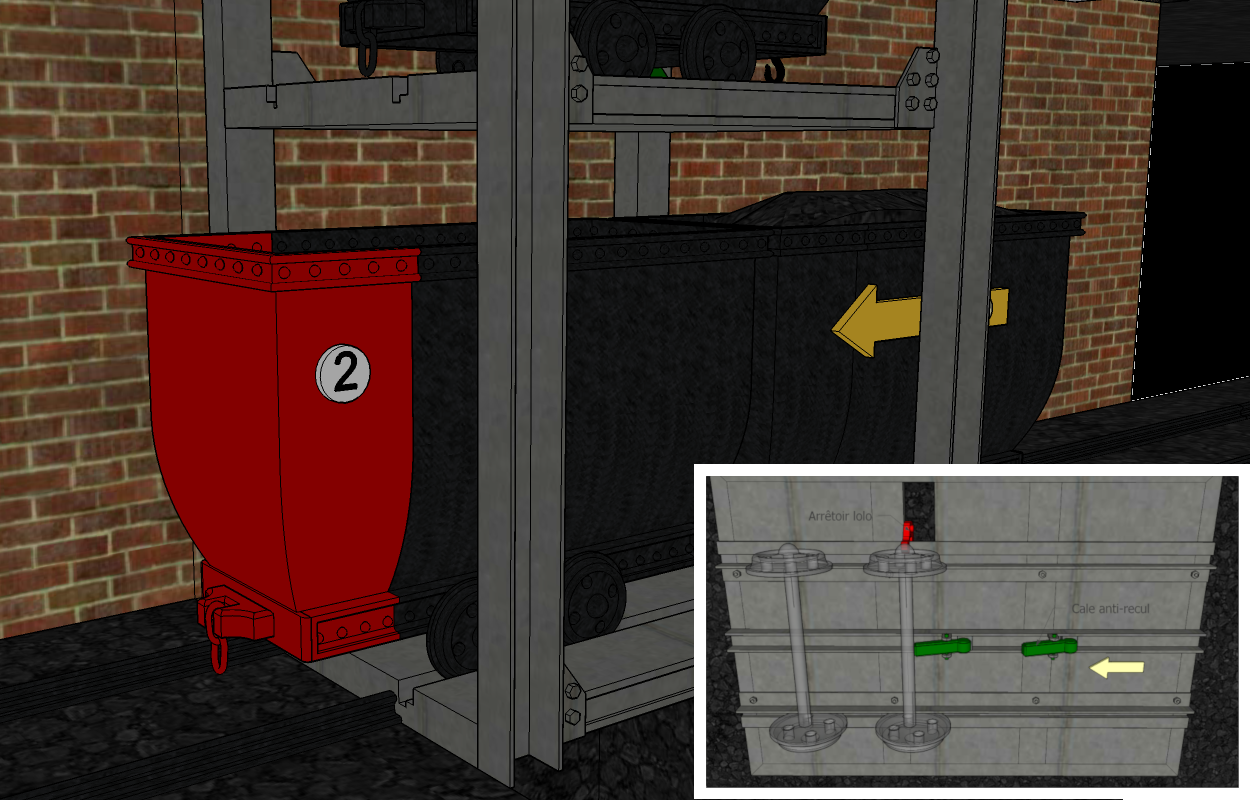
2. Il vagoncino pieno non riesce a spingere completamente fuori il vagoncino vuoto; i due fermi anti-retrocesso (che bloccano gli assi) si sono effettivamente abbassati durante l’immissione in gabbia, ma il fermo “lolo” sulla ruota anteriore destra ha bloccato il secondo treno di ruote. Antonio Ianetta fa il giro della stazione di invio per tentare di sbloccarlo.
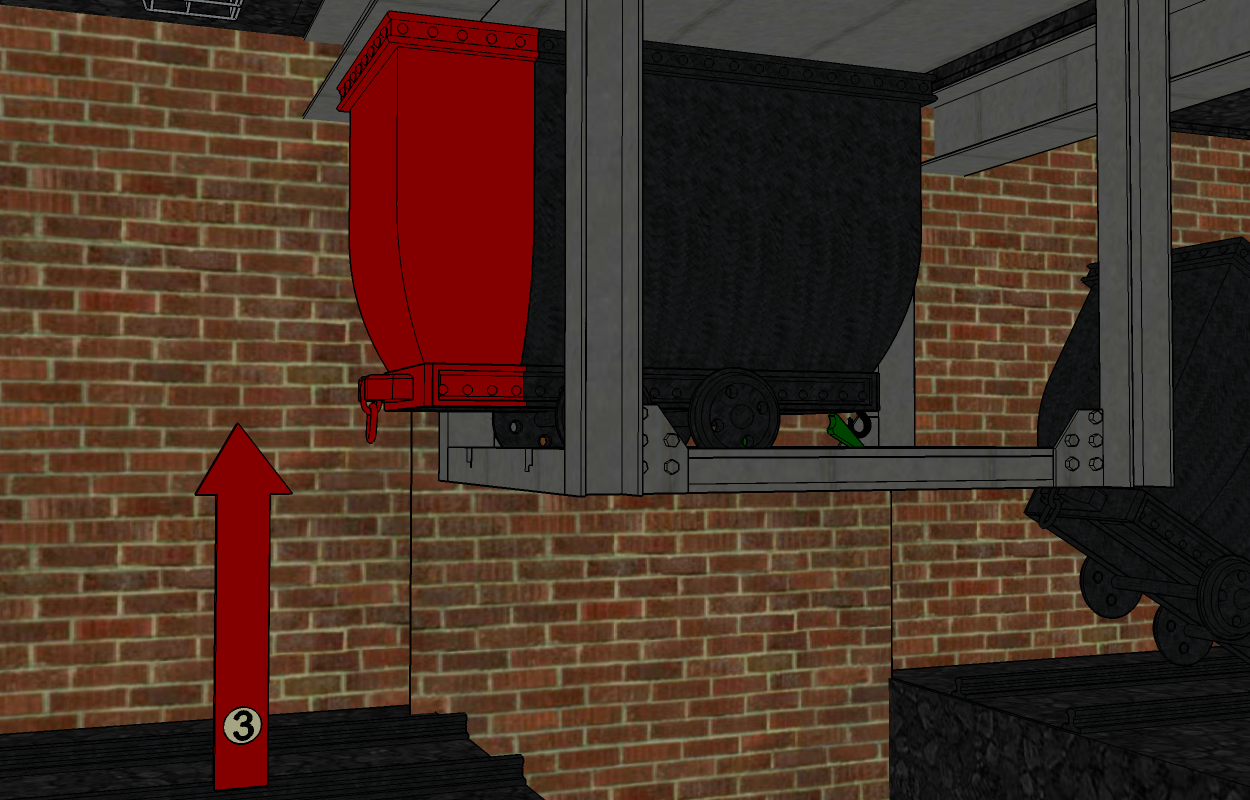
3. In superficie, Oscar Mauroy, che lavora con il livello 765, manovra senza più occuparsi del livello 975. La gabbia al 975 viene bruscamente richiamata mentre il vagoncino vuoto sporge di 35 cm. Il vagoncino pieno, appena inserito, ricade nella galleria.
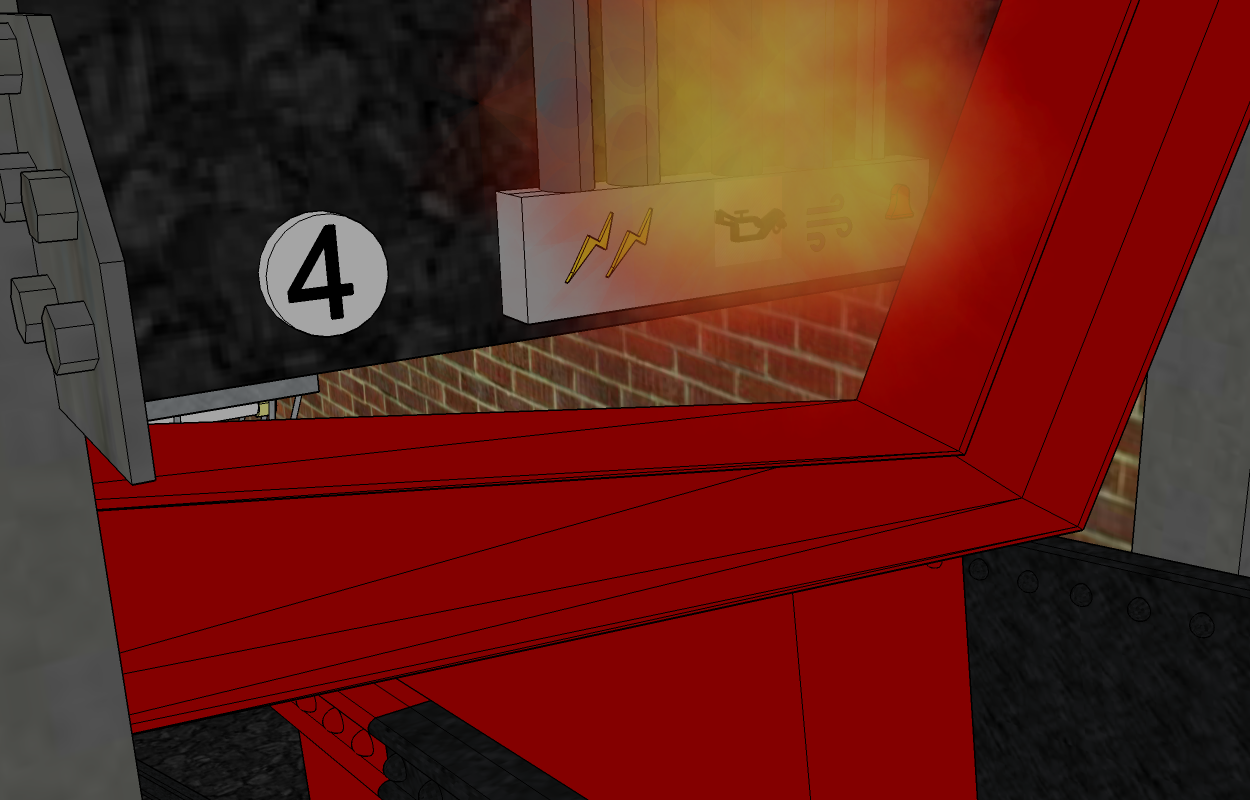
4. Il vagoncino urta la trave metallica (indebolita da un primo incidente) che penetra nel pozzo e strappa condotte di elettricità, olio e aria (così come i cordoni di chiamata e i cavi telefonici). Subito si sviluppa un incendio.

## Dopo la sciagura
Passate le prime ore di stupore, la mobilitazione fu generale. La Croce Rossa, i Vigili del fuoco, la Protezione civile, l'esercito e la polizia (ma anche semplici cittadini) unirono le loro forze. Nei giorni successivi arrivarono rinforzi di soccorso da Ressaix, Frameries, Beringen. Dalla Francia arrivò Emmanuel Bertieaux con delle apparecchiature di radiotelefonia, dalla Germania arrivò Karl Von Hoff con un laboratorio mobile per le analisi dei gas. Le scuole dei dintorni furono convertite in mense e dormitori, le chiese in camere ardenti. E mentre in superficie l'assistente sociale G. Ladrière, "l'angelo del Cazier", cercava di consolare le famiglie, nelle gallerie Angelo Galvan, "la volpe del Cazier", cercava i suoi compagni di lavoro. Galvan e i suoi amici soccorritori, tra molti pericoli, nel fumo, nel calore e nella puzza di bruciato e di morte cercarono, invano, eventuali superstiti.
La notte del 22 agosto, alla profondità di 1035 m, svanirono le ultime speranze. Il giorno 8 agosto intanto la giustizia aveva avviato la sua inchiesta. Il 13 agosto furono sepolte le prime vittime. Il 25 agosto, il ministro dell'economia Jean Rey creò una commissione d'inchiesta, alla quale presero parte due ingegneri italiani, Caltagirone e Gallina del Corpo delle Miniere Italiane. Anche la confederazione dei produttori di carbone creò la sua inchiesta amministrativa. Queste tre inchieste dovevano fare "ogni luce" su cosa era accaduto nel pozzo St. Charles di Marcinelle il mattino dell'8 agosto 1956. Nessuna di queste istituzioni mantenne pienamente le sue promesse.
- La commissione d'inchiesta era composta in tutto da 27 membri. Furono tenute 20 sedute che si conclusero con l'adozione del «Rapport d'Enquête» reso pubblico nel giugno del 1957. Questo testo fu adottato all'unanimità con una piccola astuzia; ogni gruppo era autorizzato ad aggiungere una nota di minoranza, cosa che 4 gruppi fecero. Fra questi, i 6 membri italiani sottolinearono che fu la persistenza della ventilazione la causa non dell'incidente, ma del numero elevato delle vittime. In altre parole, i responsabili avrebbero dovuto fermare il ventilatore subito dopo aver saputo dell'incendio nel pozzo[N 7]. Tramite queste note di minoranza si capisce che ogni gruppo cercava più di fare prevalere il suo punto di vista (o gli interessi che questo gruppo difendeva) che la verità sui fatti accaduti.[N 8]
- L'inchiesta giudiziaria fu condotta dal magistrato Casteleyn. Vi furono delle stranezze: per esempio, il medico legale[N 9] non fu autorizzato a testimoniare davanti alla commissione d'inchiesta, mentre parecchi documenti del processo furono inviati alla commissione. Fra questi, alcune foto, ma soprattutto un documento sequestrato che venne pubblicato prima del processo a pagina 74 del «Rapport d'Enquête».[N 10] Il processo in primo grado si svolse a Charleroi dal 6 maggio 1959 al 1º ottobre 1959. Le 166 parti civili erano difese da un collettivo d'avvocati, fra cui Leo Leone e Giorgio Mastino del Rio per conto dell'INCA. I dibattiti diventarono presto una battaglia di perizie di cui pochi, Corte compresa, erano in grado di capire qualcosa. Alla fine, i 5 imputati furono assolti. In appello, davanti alla 13ª Camera di Bruxelles, una sola condanna fu pronunciata, quella dell'ingegnere Calicis, condannato a 6 mesi con la condizionale e a 2 000 franchi belgi di multa. La società Bois du Cazier venne condannata a pagare una parte delle spese e a risarcire, per circa 3 milioni di franchi, gli eredi delle vittime che non erano loro dipendenti (Stroom e Waldron). Fu fatto ricorso in cassazione, la quale rinviò la causa (ma solo per certe materie) a Liegi. La fine della vicenda giudiziaria avvenne il 27 aprile 1964 con un accordo tra le parti.
- Non sappiamo l'esito dell'inchiesta della confederazione dei produttori di carbone. Abbiamo solo la nota di minoranza che i suoi rappresentanti P. Brison e A. Denis fecero inserire nel «Rapport d'Enquête». Si può pensare, senza troppi dubbi, che questa nota rifletta il punto di vista della confederazione.

## False notizie
Ad ogni sciagura spesso vengono associate e diffuse false notizie e la sciagura di Marcinelle non fece eccezione.
L'alta tensione sui cavi elettrici.
I cavi elettrici che scendevano nel pozzo erano alimentati con una tensione di 525 Volt. L'unico cavo telefonico era alimentato con 24,7 Volt, il «Rapport d'Enquête» non lascia nessun dubbio a proposito.
Le bare cariche di pietre
I corpi delle vittime furono riportati in superficie dentro dei sacchi. Vennero messi nelle bare, inventariati e riconosciuti dai familiari tramite oggetti personali o dal medico legale tramite delle caratteristiche fisiche. Soltanto dopo queste procedure le bare furono sigillate da una squadra di addetti, fra cui un poliziotto di guardia. Per poter condurre un tale imbroglio sarebbe stata necessaria la complicità di tutti.
Il primo giorno di lavoro per i fratelli Gonet
I due giovanissimi fratelli Gonet, figli di Anatole Gonet (colui che lasciò un messaggio sulla trave di legno), erano ancora studenti al momento dei fatti. Erano stati assunti per il periodo delle vacanze scolastiche, il 3 luglio 1956 per Willy ed il 4 luglio 1956 per Michel.
Il ruolo di Jan Stroom
Jan Stroom era caposquadra della società Lebrun, ma di Liegi e non della omonima società Lebrun di Nimy, come spesso riportato. Stroom fu il primo a scendere nella miniera dopo l'incidente per avvertire gli operai che lavoravano sotto la sua guida ma che, in realtà, erano dipendenti della società Bois du Cazier. Stroom si era reso conto della gravità della situazione al punto da rischiare (e perdere) la sua vita per salvare quella degli altri. Fu dunque un estraneo alla società Bois du Cazier il primo a tentare di portare soccorso ai minatori.
L'incidente avvenuto per causa di un'esplosione di grisù
L'incidente avvenne nel pozzo d'entrata dell'aria e non vi era grisù in questo pozzo. Il grisù, liberatosi nella miniera, si trovava nell'altro pozzo, il pozzo d'uscita dell'aria. Era questa la ragione per cui i cavi elettrici dovevano obbligatoriamente scendere tramite il pozzo d'entrata dell'aria.
L'incidente avvenuto per causa d'una difficoltà di linguaggio
Questa affermazione è certamente falsa. Le comunicazioni fra i due protagonisti (Mauroy e Antonio I.) erano di tipo non verbale. Queste comunicazioni erano semplicemente dei rintocchi di campanelle, che prendevano un significato tramite un codice prestabilito. Le comunicazioni telefoniche avvenivano soltanto tra Mauroy e Vaussort, e unicamente durante le translazioni degli ascensori.
I minatori morti "serenamente" sul loro posto di lavoro
Il «Rapport d'Enquête» stabilisce proprio il contrario: un solo minatore è stato ritrovato sul suo posto di lavoro. Gli altri sono stati ritrovati spesso lontanissimo dai loro posti di lavoro e molti erano scesi ai piani inferiori. Anche i cavalli del piano 1035 erano riusciti a rompere le corde con cui erano legati e si erano tutti rifugiati in un vicolo cieco.

## Omissioni
Le omissioni furono numerosissime, volontarie o no; esse avrebbero potuto dare un'altra visione di questo dramma.
Gli esplosivi
Cinque artificieri quella mattina avevano preso con sé delle cartucce di dinamite, più i relativi detonatori. In tutto 409 cartucce, fra cui 152 cartucce solamente per il livello 1100 metri (artificiere Lachlam). Questo piano era in preparazione e pochi metri di gallerie erano stati scavati: non vi era posto per stivare al sicuro, come il regolamento imponeva, gli esplosivi nell'attesa della loro utilizzazione. Dove Lachlam aveva posto le cartucce di dinamite? Gli esperti non hanno dato spiegazioni in proposito, precisando solo che tutte le cartucce erano state ritrovate e riportate in superficie. Si deve tuttavia riportare che il fondo della miniera venne allagato fino al piano 1035 m dal tentativo di combattere l'incendio annaffiando i pozzi dalla superficie. Ma gli esperti tacciono anche a proposito degli esplosivi ai piani 835 m, 907 m e 975 m: questi piani furono parzialmente in fiamme. A questi piani i soccorritori, oltre alle vittime, dovettero cercare le cartucce di dinamite.
Il verricello d'emergenza
I pozzi erano dotati di un verricello d'emergenza. Questo verricello, azionato a vapore, poteva servire per i due pozzi tramite delle carrucole. «L'Administration des Mines», rispondendo ad Andrée Grandjean, avvocato per la parte civile, ne dà una descrizione sommaria: la potenza stimata era di 60 CV. La gabbia di questo attrezzo aveva un solo piano. Era fatta in modo tale da poter scendere nei pozzi malgrado la presenza del cavo dell'ascensore principale bloccato in profondità. Poteva contenere 3 persone e una guida; il suo cavo di 17,5 millimetri di diametro era lungo 1200 m. Il punto debole era la sua bassa velocità, 0,7 m/s (contro circa 8 metri al secondo per l'ascensore principale). Fu questa bassa capacità di trasporto a fare rinunciare gli ingegneri a servirsene. Questo argomento non è che parzialmente valido, dato che fra le ore 9 e le 12 era l'unico mezzo per scendere nei pozzi. Dopo la sciagura l'Administration des Mines ricordò ai suoi ingegneri che il verricello d'emergenza deve essere regolarmente messo a prova, anche se questo comporta degli inconvenienti.
Riserve d'acqua
I piani del sito menzionano due serbatoi d'acqua con una capacità totale di 920 m³. La mattina dell'8 agosto i primi a servirsi d'acqua in quantità furono i pompieri della Centrale di Soccorso. Prelevarono l'acqua necessaria in un bacino di decantazione, poi in un altro bacino. Verso le 12, rendendosi conto che l'acqua non sarebbe bastata, fecero appello ai pompieri della città di Charleroi. Questi ultimi presero l'acqua dalle condotte della distribuzione domestica. Nella sua testimonianza del 2 gennaio 1958 Jean Bochkoltz, direttore della Centrale di Soccorso, valutò a 220 m³ la quantità d'acqua da loro utilizzata fra l'inizio del loro intervento verso le ore 11 e l'arrivo dei pompieri di Charleroi verso le ore 12:10. L'enorme differenza tra la capacità dei serbatoi e la quantità d'acqua utilizzata può significare che i serbatoi fossero parzialmente vuoti quella mattina.
Les chambres abris
Les chambres abris, letteralmente "camere rifugio", erano dei locali obbligatori nelle vene di carbone "à dégagement instantané". In queste vene il grisù poteva trovarsi sotto altissima pressione in alcune cavità e dunque provocare enormi e improvvise esplosioni. La legge imponeva che questi rifugi fossero forniti di bombole d'ossigeno. Era il caso in certe vene del livello 1035 m, come testimoniato dall'ingegnere P. Dassargues davanti alla "Commission d'Enquête".
Annaffiatura dei pozzi
L'annaffiatura dei pozzi in modo sistematico cominciò molto tardi, verso le ore 11, dopo l'arrivo del direttore della Centrale di Soccorso. I responsabili della miniera giustificarono la loro esitazione a annaffiare i pozzi perché, secondo loro, vi erano rischi di esplosione di grisù. Il 27 agosto 1956, in una nota ai suoi superiori, G. Logelain, ingegnere all'Administrations des Mines, aveva proposto di disporre nei pozzi asciutti (era il caso di Marcinelle) un sistema di annaffiatura automatica in caso d'incendio, il che annienta l'argomento dei responsabili della miniera.
Separazione dei due ascensori nel pozzo I
Quando l'incendio raggiunse il secondo pozzo non vi era più modo di scendere nella miniera (eccezione fatta per il verricello d'emergenza). Nel pozzo I per potersi servire dell'ascensore che si trovava a pochi metri della superficie bisognava separarlo da quello che si trovava bloccato in profondità. Il lavoro di separazione cominciò alle dieci in punto. Lo certifica la registrazione sul «Rockel». Questa operazione richiese 2 ore di lavoro. Alle 12 sul "Rockel" appare il primo tentativo di scendere nella miniera (che peraltro fallì a causa del calore). Vi era tuttavia un altro modo di separare i due ascensori, che avrebbe richiesto soltanto qualche minuto, semplicemente tagliando il cavo dell'ascensore bloccato con la fiamma ossidrica. Ma questo metodo fu del tutto ignorato. La cosa è ancora più incomprensibile sapendo che i responsabili, da anni, chiedevano e ottenevano deroghe per potere utilizzare la fiamma ossidrica nel pozzo I. Stranamente, il giorno che ne ebbero veramente bisogno, non l'utilizzarono.
Risalita dell'ascensore

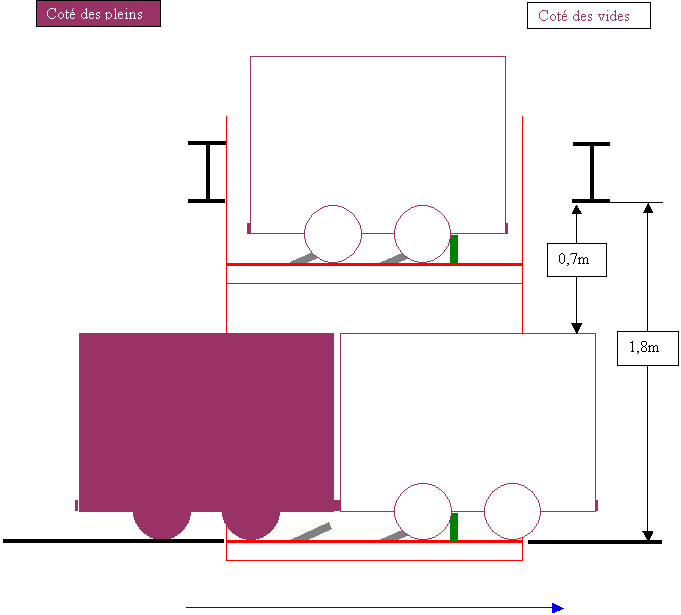
Posizione dei vagoncini

La versione ufficiale dell'inchiesta stabilì che l'ascensore risalì con i due vagoncini sporgenti. Questa affermazione è soltanto parzialmente esatta. Ma c'è anche una grave incoerenza, semplicemente perché non c'era posto per due vagoncini nell'ascensore. L'ascensore misurava 1,56 m e i vagoncini 1,35 m. Basandosi sulle misure date dal «Rapport d'Enquête», in tutti i casi una delle ruote del vagoncino pieno si sarebbe ritrovata fuori dell'ascensore. Il centro di gravità di questo vagoncino si sarebbe trovato a 0,15 m circa fuori dell'ascensore. Di conseguenza, quando l'ascensore cominciò a alzarsi il vagoncino avrebbe dovuto cominciare a ribaltarsi e fuoruscire dall'ascensore. Ma così non fu. I primi soccorritori che arrivarono sul luogo dell'incidente (accompagnati dai periti giudiziari) ritrovarono il vagoncino pieno contenente ancora il materiale di cui era stato caricato, deformato, ma al suo posto nell'ascensore. Questa contraddizione non fu mai rilevata e benché sia oggi impossibile stabilire cosa successe esattamente, è possibile che la dinamica dell'incidente sia stata ben più complessa di quella stabilita dal «Rapport d'Enquête».
Assicurazioni
La società Bois du Cazier aveva concluso un contratto d'assicurazione con un consorzio di tre società assicurative. Questo contratto era stato firmato il 19 luglio 1956, solo 19 giorni prima della catastrofe. Le compagnie assicurative rispettarono il contratto? Come vennero risarciti i danni causati alla miniera e particolarmente ai pozzi? Vi fu risarcimento? Tutta la problematica inerente ai danni materiali, e di conseguenza ai contratti d'assicurazione, fu lasciata da parte.
Vaussort
Uno dei punti chiave nel comprendere le cause e le responsabilità del disastro consisterebbe nell'accertare la presenza (o l'assenza) di Vaussort durante il fatale carico da parte di Antonio I. Quest'ultimo ha sempre sostenuto che era stato Vaussort ad autorizzarlo a caricare il vagoncino nell'ascensore. Ma, essendo Vaussort morto nella sciagura, non fu possibile avere conferma di ciò. Un indizio, se non prova, materiale sarebbe stato tuttavia possibile riscontrarlo dall'analisi del suo cadavere: se Vaussort fosse stato al suo posto di lavoro durante il carico fatale, immancabilmente sarebbe stato annaffiato dall'olio che spruzzava della canalizzazione spezzata, e quindi i suoi indumenti sarebbero stati sporchi e macchiati d'olio. Quando il cadavere di Vaussort fu ritrovato, nessuno pensò di verificare questo particolare, unico elemento che avrebbe permesso un chiarimento. Ciò è confermato dalla testimonianza di Louis Van Valsem, che raccontò a tal proposito d'un simile, ma meno grave, incidente avvenuto nel 1952 «... Presque aussitôt j'ai vu l'huile de la tuyauterie qui s'échappait à flots et se déversait dans le puits, j'ai eu mes vêtements remplis d'huile.» ("... Quasi nello stesso momento ho visto l'olio delle condutture sfuggire a fiotti e riversarsi nel pozzo, i miei abiti si sono riempiti d'olio").
Assenze
Una circostanza che contribuì alla gravità della sciagura è il fatto che l'ingegnere Calicis fosse solo quella mattina. C'era il suo aiutante Votquenne, ma Votquenne era stato assunto solo 2 mesi prima ed era in periodo di tirocinio.
Le assenze di tre persone sono da rilevare:
- J. Bochkolzt era il direttore della Centrale di soccorso. Era stato chiamato alle 10:10 e arrivò sul posto verso le 10:20, quasi insieme ai primi giornalisti che venivano da Bruxelles. Al processo, nella sua testimonianza dichiarò: «… La situazione era già drammatica al momento del mio arrivo sul posto» Ricordiamo che una prima squadra di soccorritori era partita alle 8:48 e che la Centrale di soccorso era distante 1,5 km della miniera. Il primo fumo cominciò ad uscire dai pozzi verso le 8:35, dalle finestre del suo ufficio Bochkolzt lo vedeva sicuramente. Non fu mai imputato.
- P. Dassargues era ingegnere all'«Administration des Mines». Era presente quella mattina a Marcinelle per una visita di ordinaria ispezione. Anche lui era in periodo di tirocinio. Verso le 9:00 si assentò per 45 minuti circa per andare a prendere il suo superiore, che era senza macchina quella mattina. Dassargues fu imputato per questa assenza (ma poi prosciolto).
- E. Jacquemyn era il direttore generale della miniera, superiore gerarchico di Calicis. Anche Jacquemyn era assente quella mattina e non si sa dove fosse. Nella sua testimonianza davanti alla «Commission d'Enquête» dichiarò d'essersi assentato dalle 7:45 alla 13:30 «per una faccenda». Non diede nessuna spiegazione al riguardo e nessun membro della commissione gliela chiese. Jacquemyn fu imputato per altri motivi, ma non per la sua assenza. La motivazione che era costata un'imputazione per Dassargue fu ignorata per Jacquemyn. Anche lui venne prosciolto.

## Attualità
- Nel 2003 la Rai ha ricordato tale catastrofe con la miniserie televisiva Marcinelle.
- Nel 2006 l'89º Giro d'Italia è partito dal Belgio in omaggio alle migliaia di emigrati italiani di quelle zone.

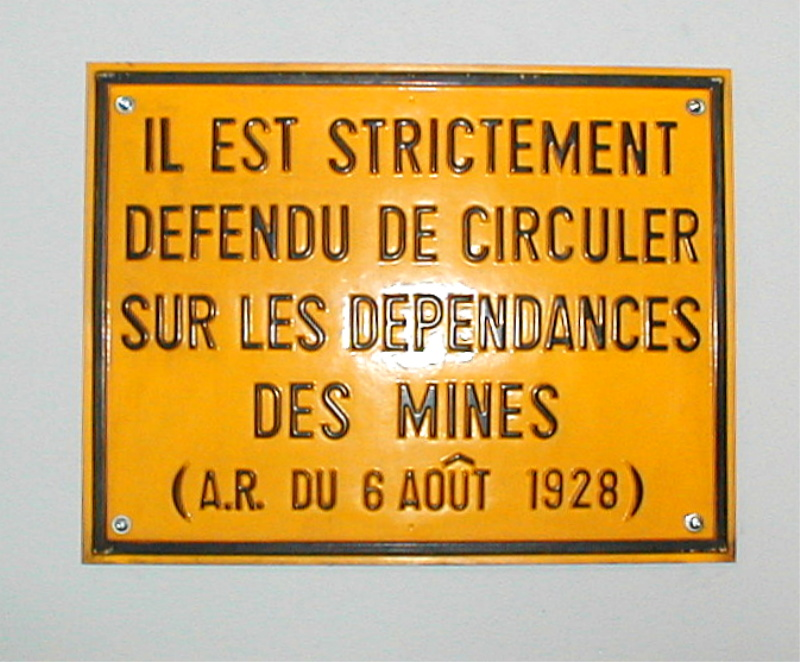
Targa di divieto di circolare nella miniera (applicabile nelle miniere non custodite)
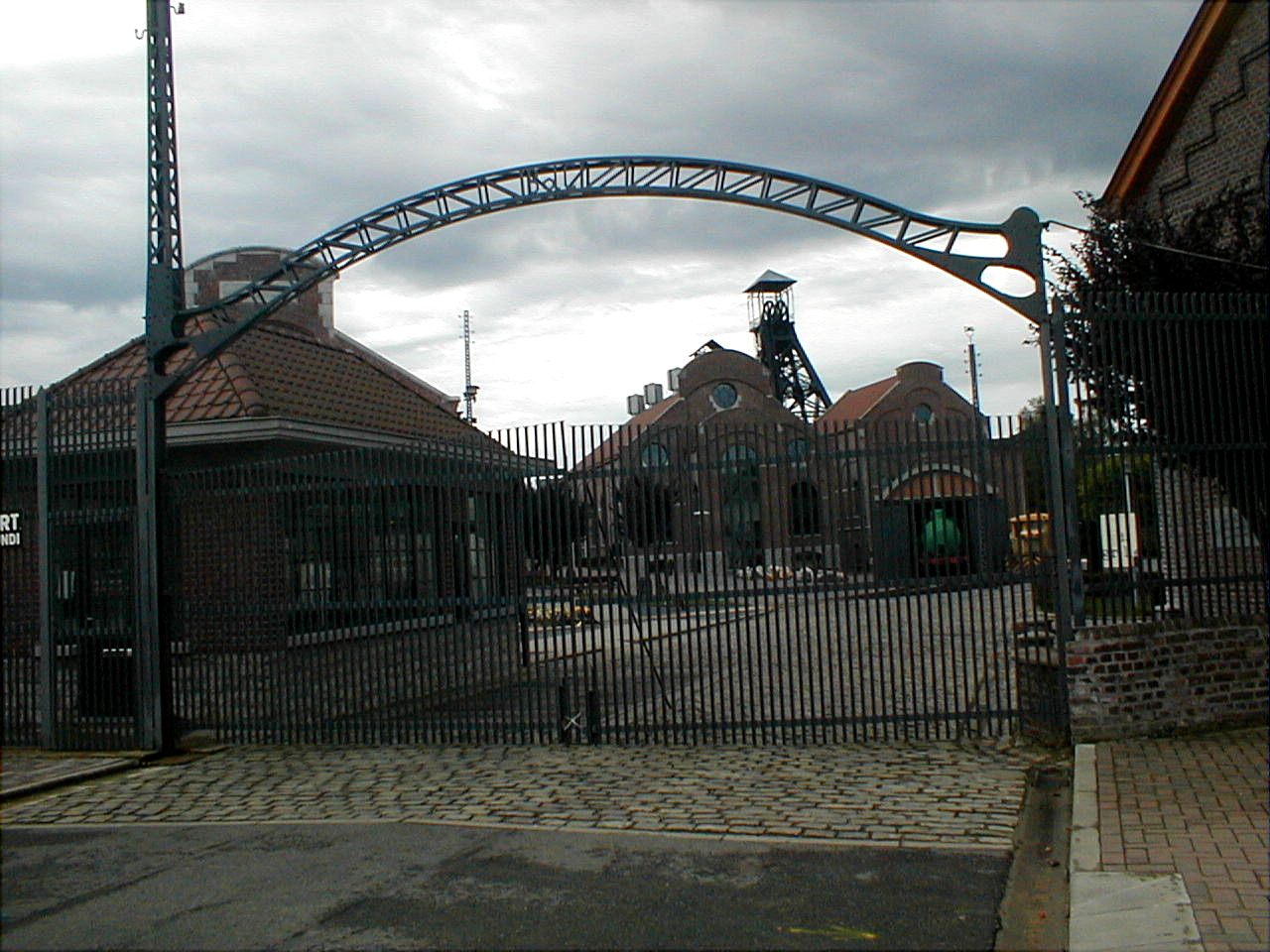
Il cancello di entrata della miniera del Bois du Cazier di Marcinelle dopo la ristrutturazione
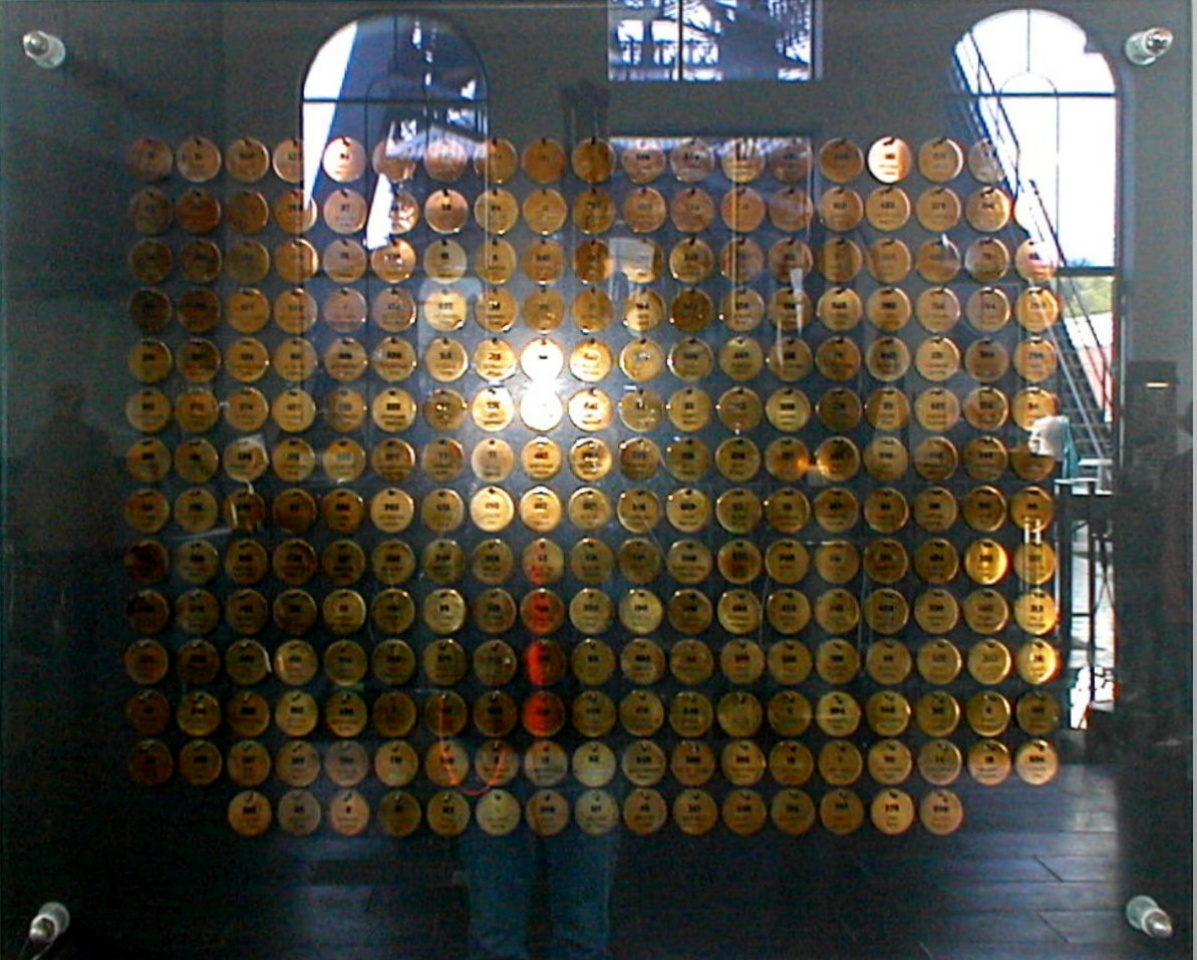
Le piastrine dei minatori che non hanno più fatto ritorno
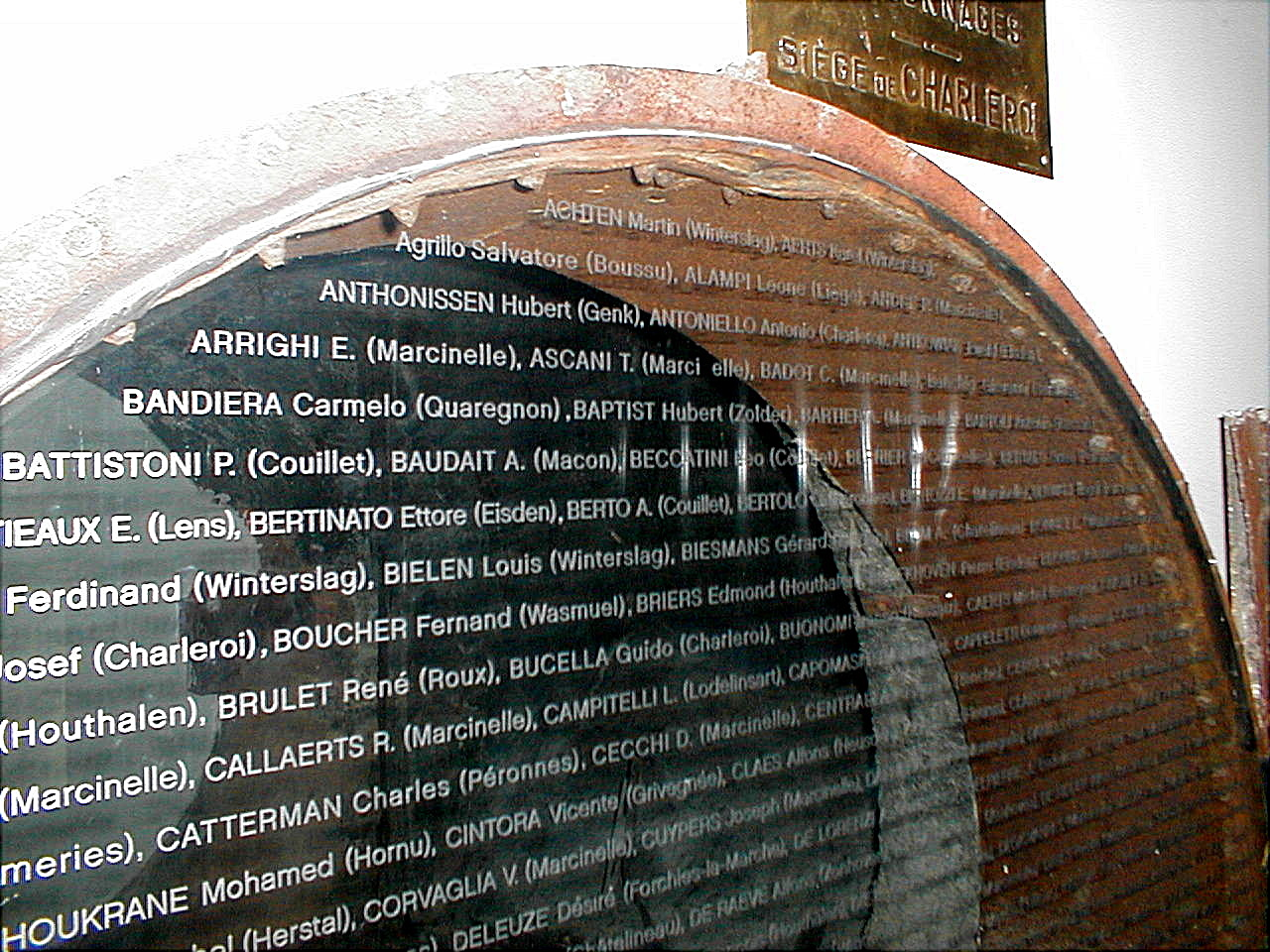
Incisi sul vetro i nomi di tutte le persone che hanno partecipato ai soccorsi a Marcinelle

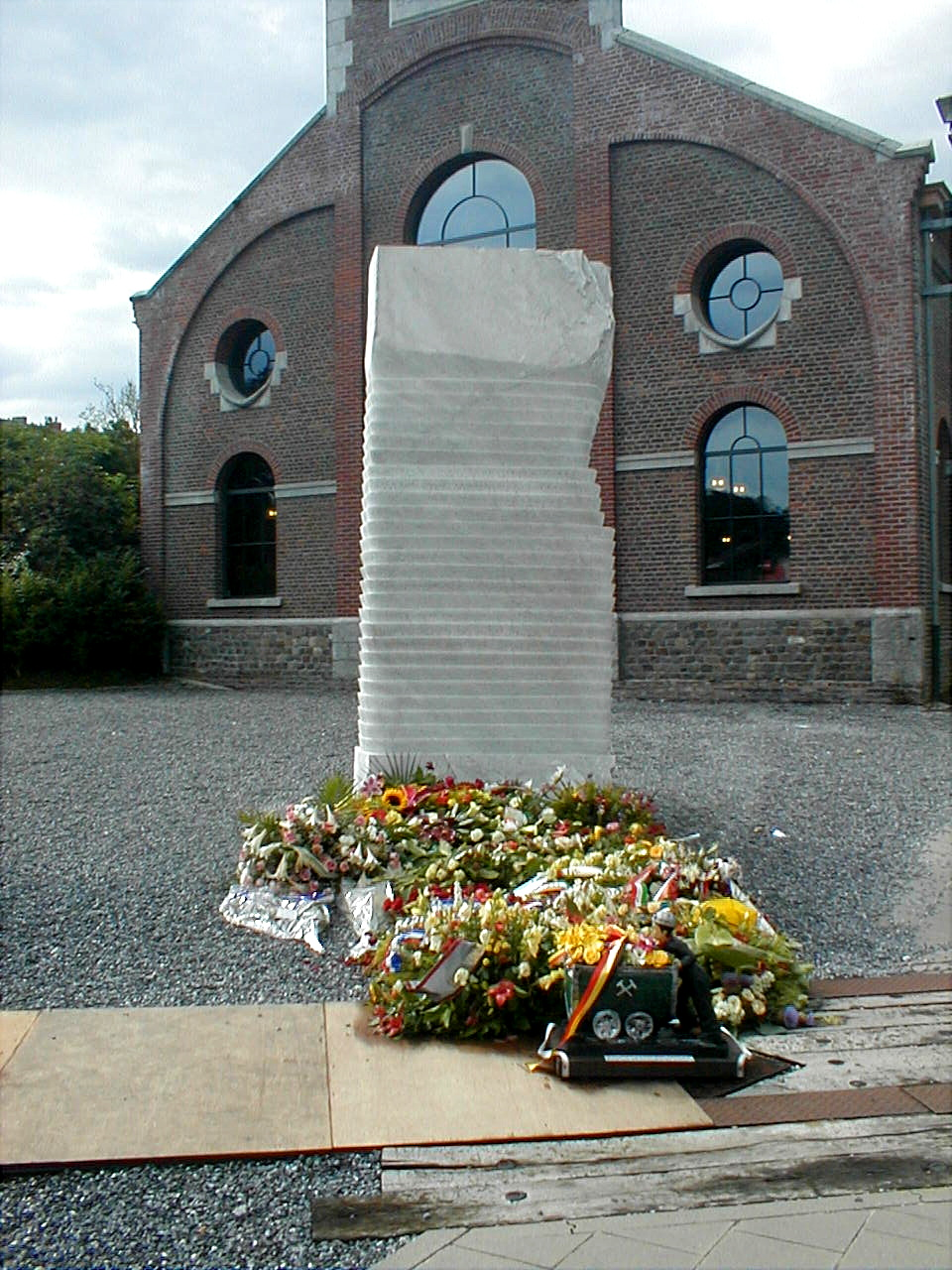
Monumento dedicato alle vittime del Bois du Cazier
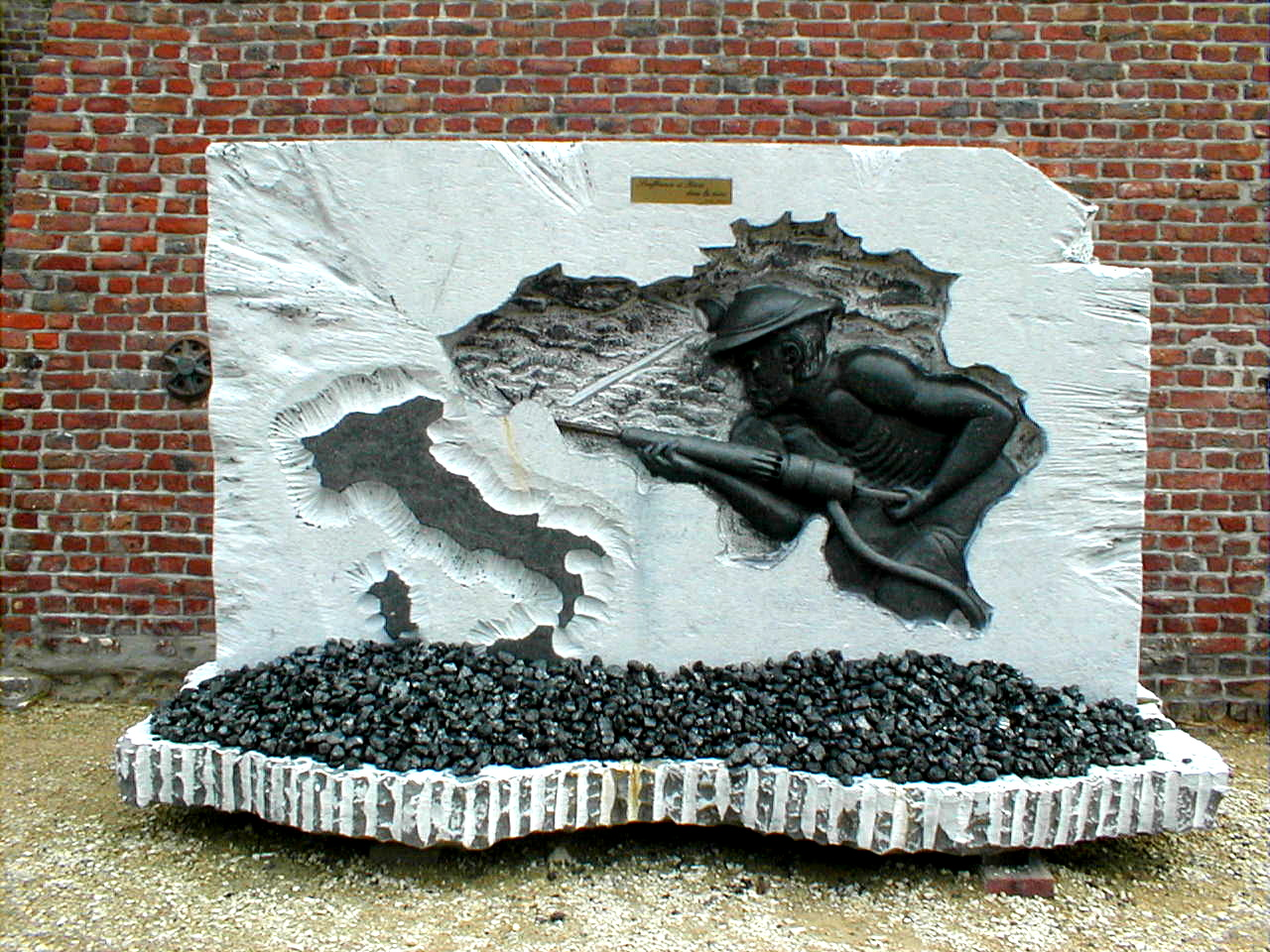
Monumento dedicato agli italiani morti durante la catastrofe

## La Giornata nazionale del sacrificio del lavoro italiano nel mondo
L' 8 agosto si commemora la Giornata nazionale del sacrificio del lavoro italiano nel mondo, in ricordo alle vittime italiane del disastro di Marcinelle

## Lista delle vittime della catastrofe (pubblicata suLe Soirdue giorni dopo)
Le 262 vittime erano di undici nazionalità diverse, così suddivise:
- 136 italiani
- 95 belgi
- 8 polacchi
- 6 greci
- 5 tedeschi
- 3 ungheresi
- 3 algerini
- 2 francesi
- 2 sovietici
- 1 britannico
- 1 olandese

Questa lista, pubblicata sul quotidiano belga Le Soir il 10 agosto 1956, riporta come dispersi tutti i minatori che saranno ritrovati cadaveri nei giorni e nei mesi successivi. L'ultimo corpo fu ritrovato nel dicembre del 1957.

### Superstiti
- primo ascensore risalito (alle 8:25)
  - Antonio Iannetta (arrivato in superficie, diede l'allarme)
- secondo ascensore risalito (verso le 8:30)
  - René Albert
  - Robert Barbieux
  - Philippe Detobel
  - Carlo Fontaine
  - Onorato Pasquarelli
  - Attilio Zannin

Questi sei uomini arrivarono in superficie verso le 8:30 e confermarono la drammaticità della situazione. Un settimo uomo, Marceau Caillard, era con loro nell'ascensore che tardava a risalire. Scese dall'ascensore per ridare il via. L'ascensore partì senza di lui e fu ritrovato morto in fondo al pozzo.

### Deceduti
- Louis Bidlot
- Franz Joseph Devries
- Alois Gooris
- Camillo Iezzi
- Rocco Iezzi
- Louis Opdebeek
- Armand Van den Broeck
- Joseph Van Voissen
- Germain Wilmart (arrivato in superficie vivo, ma deceduto subito dopo)

### Feriti
- François Lowie
- Albert Peers
- Louis Saluyts
- Alphonse Van de Plas
- Alfons Verbeek
- Karel Wuyts

Questi sei feriti furono trasportati all'ospedale e il loro stato, il giovedì mattina seguente, era soddisfacente per quanto possibile.

### Dispersi
A
- Ferdinand Aerts
- François Allard
- Raffaele Ammazzalorso
- Maurice Anno
- Sisto Antonini

B
- Carmelo Baio
- Robert Barlieux
- Pietro Basso
- Rodolfo Batiocolo
- Joseph Baumans
- Omar Belamri
- Assunto Benzoni
- Napoléon Bernard
- Giovanni Bianconi
- Henryk Biedonski
- Alois Biena
- 2 Fratelli Bigi
- Eugène Bohen
- Pierre Bohen
- Giuseppe Bontempi
- Désiré Bourguignon
- Willy Briemont
- Pompeo Bruno
- Otello Bugliani
- Mario Burotti

C
- Joseph Caes
- Salvatore Capoccia
- Alphonse Caillard
- Demitrio Cambylis
- Sebastiano Campisi
- Orlando Canzone
- Guerrino Casanova
- Felice Casciato
- Ruggero Castellani
- Rocco Ceccomancini
- Joseph Chmiela
- Francesco Cicora
- Franz Ciprido
- Edmondo Cirone
- Attilio Cirone
- Ernest Clase
- Charles Clissen
- Attilio Colangelo
- Marcel Colinet
- Marceau Collard
- Paul Commene
- Giuseppe Corso
- Roberto Corvaglia
- Paul Couture
- Salvatore Cucinelli

D
- Giovanni D'Agoste
- Donato D'Astolfo
- Antonio Danisi
- Attilio Dassogno
- Joseph Daubresse
- Lorenzo De Santis
- Pancrazio De Luca
- Georges Deblezer
- Gilbert Degognies
- Paolo Del Rosso
- Enrico Del Guasta pisano
- Dino Della Vecchia
- Evandro Dellipasseri
- Philippe Delobel
- Fortune Delporte
- René Dewinter
- Nicolas Dezzi
- Eligio Di Donato
- Valento Di Donato
- Bartholomeo Di Cecco
- Nicolas Di Biase
- Santino Di Donato
- Antonio Di Pomponio
- Rocco Di Rocco
- Benito Di Biase
- Giovanni Di Pietro
- Nicola Di Pomponio
- Donato I. Di Biase
- Cesare Di Berardino
- Alfredo Di Donato
- Edo Dionigi
- Antonio Dipietrantonio
- Emilio Dipietrantonio
- Fernand Doclot
- Angelo Dominiani
- Léopold Dubois
- Gérard Dury

F
- Lyberis Fanfapoulos
- Roger Felhausen
- Camillo Ferrante
- Oriando Ferrante
- Pasquale Ferrante
- Giulio Fidanza
- Romano Filippi
- Auguste Franz

G
- Antonio Gabrielli
- Robert Galand
- Terzo Gallinucci
- Stefan Gavrosky
- Albert Gérard
- Giuseppe Geti
- Lino Gherardini
- Raymond Godart
- Anatole Gonet
- Michel Gonet
- Willy Gonet
- Franz Gooris
- Albert Gooris
- Michel Granata
- Francesco Granata
- Willy Gruss

H
- Joseph Hannecart
- Roland Hannecart
- Gérard Hannecart
- Michel Hannecart
- Constantin Hartzigeorgieou
- Emmanuel Hartzigeorgion
- Reinhold Heller
- Léopold Hendrickx
- Achille Herman
- Alex Höfflinger
- Isturen Hrabouski

I
- Orlando Iezzi
- Donato II Iezzi
- Gaëtano Indorato
- Martin Iwanow

J
- Ferdinand Janssens

K
- Ali Kaddour
- Nicolas Katsikis
- Félix Keska
- Jean Kôhler

L
- Raymond L'Hoir
- Antonio Lachetta
- Antonio Lanetta
- Gui Lebbe
- Philibert Lefebvre
- Elie Lejeune
- Primo Leonardelli
- Vincenzo Lezzi
- Marcel Liekens
- Urbain Loklam
- Georges Londéche
- Fernand Londéche
- Vito Larizza
- Domenico Lucciani
- Joannes Luyten

M
- Said Mami
- Arthur Marchal
- Marcel Marique
- Santo Martignano
- Francesco Martinelli
- Modesto Martinelli
- Adolfo Mazzieri
- Gabriel Menichelli
- Cosimo Merenda
- Antonio Molari
- Miche Mollitero
- Gustave Monard
- Hans Mueller

N
- Pasquale Nardachione
- Robert Nival
- Leonino Nubile

O
- Joseph Ochs
- Félix Oosten

P
- Annibale Pagnezzi
- Francesco Palazzo
- Giuseppe Pallazone
- Esmeraldo Pallante
- Liberato Palmieri
- Olivaro Palozzi
- Pasquale Papa
- J.-B. Pardon
- Ferrucio Pegorer
- Oscar Pelgrims
- Théodore Pelgrims
- Marcel Pelhausen
- Cesario Luigi Perdicchia
- Janos Peres
- Giuseppe Petaccia
- Ottavio Petaccia
- Secundo Petronio
- Mario Piccin
- Ciro Piccolo
- Maurice Pielquin
- Giulio Pierani
- Salvator Piluso
- Giuseppe Pinto
- Rudolf Pohl
- Giuseppe Polese
- Pietro Pologruto
- Panatote Psiatzis

R
- Sante Ranieri
- Henri Rasschaert
- Calogero Reale
- Vincenzo Riga
- Giuseppe Righetti
- Donato Rocchi
- Robert Rochet
- Henri Rock
- Eduardo Romasco
- Osmano Ruggieri
- Camillo Rulli
- Rocco Rulli
- Cosimo Ruperto

S
- Antonio Sacco
- Nicola Salomone
- Alphonse Samoy
- René Samoy
- Natale Santantonio
- Donato Santantonio
- Raymond Scohier
- Davilio Scortechini
- Giuseppe Semplicinno
- Carmelo Serrone
- Vincenzo Sicari
- Michel Sorpels
- Ernesto Spica
- Wladislaw Stanislawzin
- Pasquale Stifani
- Jean Stromme
- André Swingedauw

T
- Philippe Talamelli
- Abramo Tamburrano
- Robert Tenret
- Charles Thanghe
- Renato Tieborts
- Alfred Tilmant
- Sante Toppi
- Pantaleone Toppi
- Léonard Torfs
- Gabriel Travaglini

U
- Sergius Usowik

V
- Georges Van Craen
- Florent Van Eyken
- Albert Van Hoof
- Arthur Van Hiel
- Roger Van Hamme
- René Vande Voorde
- Franz Vanderauwermeulen
- Robert Vanderveen
- Gaston Vausort
- Vito Venneri
- Salvatore Ventura
- Franz Vervoort
- Louis Vervoort
- Rocco Vita
- Roberto Vitali

W
- Georges Waldron
- Gregoire Wasik
- J B. Wauters
- Yvan Woloschyn
- Louis Wouters

Z
- Armando Zanelli
- Federico Zazzara
- Mario Zinni

## Particolarità
Due delle vittime, Stromme e Waldron, non facevano parte del personale della miniera. L'olandese Stromme era capo squadra alle dipendenze di una società che scavava per rendere più profondo il pozzo n. I. Scese nella miniera dopo l'incidente, verso le 8:30, attraverso il pozzo n. II. Al processo la difesa degli imputati si servì di questo argomento per dire che alle 8:30 non vi era pericolo, visto che Stromme era sceso nella miniera. Non si sa se il suo gesto fu imprudenza o un coraggioso tentativo di avvertire gli operai. Questo uomo, nato a Ushuaia, fu ritrovato morto con due compagni nel punto più profondo del pozzo di Marcinelle.
Waldron era anch'egli impiegato per una società esterna che faceva trivellazioni per estrarre il "grisù", un gas altamente esplosivo formato principalmente di metano, che viene sprigionato dal carbone rimosso.

## Nei media

### Televisione
- Marcinelle, regia di Antonio e Andrea Frazzi (2003)

### Letteratura
- Lu trenu di lu suli in siciliano del poeta Ignazio Buttitta (1963)
- I due sonetti Marçinelle e E mmo' bbaste! in dialetto abruzzese del poeta Giuseppe Tontodonati (1986)

### Musica
- Una miniera dei New Trolls (1969)
- Méditation di Claudio Scott (1994)
- Minatoredei Le Ratatüe (2014)

### Esplicative
1. ↑  Tramite il segnale prestabilito di quattro rintocchi di campanella.[5]
2. ↑  Questo accordo "incrociato" perché ognuno di loro disse qualcosa a l'altro, non si sa se fu ben capito dai due interlocutori.
3. ↑  Il "Rockel" registrava graficamente le posizioni dell'ascensore nel pozzo.
4. ↑  I due ascensori erano meccanicamente collegati (tramite i loro cavi), per cui al movimento di uno corrispondeva un movimento in senso opposto dell'altro.
5. ↑  Si può tuttavia dubitare che abbiano realmente potuto chiamare: essendo equipaggiati con i respiratori Dräger era impossibile parlare.
6. ↑  "Les tailles" cioè i cantieri d'estrazione, sovente venivano riferiti dalla loro altezza. Nello specifico 4 palmi (circa 40 cm).
7. ↑  Questo parere fu condiviso dallo specialista tedesco Karl Von Hoff.
8. ↑  Esistono altri documenti da cui si può desumere ciò. Sono i 18 nastri magnetici registrati durante le sedute della commissione. Questi documenti sonori conservati negli «Archives de l'Etat à Mons» rivelano delle particolarità non riprodotte sui resoconti scritti delle sedute. Questi archivi audio (per lo più in francese, ma anche in italiano, tedesco, fiammingo) non sono di libera pubblicazione.
9. ↑  Il medico legale non poteva testimoniare davanti alla commissione essendo tenuto al segreto istruttorio. Si dovette ricorrere all'escamotage di far testimoniare il suo aiutante.
10. ↑  Si tratta della registrazione grafica del movimento degli ascensori nel pozzo Nº I, il pozzo dell'incidente. Questo importantissimo documento (perché riportava in modo chiaro la cronologia dei fatti) è stato totalmente ignorato da tutti. Queste registrazioni venivano fatte automaticamente da apparecchiature chiamate «Rockel». I «Rockel» in modo semplificato e con la tecnologia dell'epoca erano l'equivalente della scatola nera.
11. ↑  La grafia corretta del nome è Jan Stroom, e non Jean Stromme come solitamente riportato.

### Bibliografiche
1. ↑  (EN) Major Mining Sites of Wallonia, su whc.unesco.org, UNESCO, 2012. URL consultato il 14 marzo 2016 (archiviato il 3 luglio 2012).
2. ↑   Pane e carbone. L'emigrazione italiana in Belgio nel decennio 1946-1956 - Novecento.org, su novecento.org. URL consultato il 23 agosto 2023.
3. ↑  Dati tratti dal libro "... per un sacco di carbone", p. 29.
4. ↑  Rapport d’Enquête, pp. 8-11, 74 dal diagramma del "Rockel".
5. ↑  Rapport d’Enquête, p. 22.
6. ↑  Rapport d’Enquête, p. 14.
7. ↑  Testimonianza di A. Renders davanti a "l'Administration des Mines" / pagina 40.
8. ↑  Registro del personale, Bois-du-Luc.
9. ↑  Rapport d’Enquête, p. 58.
10. ↑  Annexe 10 / p. 71.
11. ↑   Paolo Gentiloni, Marcinelle: l’8 agosto si ricorda la ‘Giornata nazionale del sacrificio del lavoro italiano nel mondo’, su Ministero degli Affari Esteri e della Cooperazione Internazionale, 8 agosto 2015. URL consultato l'8 agosto 2025 (archiviato il 2 ottobre 2022).